# سعید فضل‌اله
سعید فضل‌اله (زاده ۱۸ مرداد ۱۳۷۱ - بندر انزلی) قایقران ایرانی و عضو تیم ملی قایقرانی ایران است.

## بازی‌های آسیایی
او به همراه علی آقامیرزایی توانست در ماده کایاک دو نفره، پس از صعود به مرحله نهایی مسابقات قایقرانی، در بازی‌های آسیایی ۲۰۱۴ اینچئون کره جنوبی، با ایستادن در جایگاه دوم، به نشان نقره بازی‌ها برسد. پس از مسابقات، از تلاش برای کسب سهمیه المپیک ۲۰۱۶ ریو دو ژانیرو خبر داد.